# Rajadell
Rajadell é um município da Espanha na comarca de Bages, província de Barcelona, comunidade autónoma da Catalunha. Tem 45,32 km² de área e em 2021 tinha 549 habitantes (densidade: 12,1 hab./km²).

## Demografia
| Variação demográfica do município entre 1991 e 2004[carece de fontes?] | Variação demográfica do município entre 1991 e 2004[carece de fontes?] | Variação demográfica do município entre 1991 e 2004[carece de fontes?] | Variação demográfica do município entre 1991 e 2004[carece de fontes?] |
| ---------------------------------------------------------------------- | ---------------------------------------------------------------------- | ---------------------------------------------------------------------- | ---------------------------------------------------------------------- |
| 1991                                                                   | 1996                                                                   | 2001                                                                   | 2004                                                                   |
| 288                                                                    | 336                                                                    | 389                                                                    | 455                                                                    |